# ARAG (Range)
ARAG ist die Abkürzung für das als „Range“ (englisch Bereich, Umfang) bezeichnete geographische Gebiet, in dem die Häfen Amsterdam, Rotterdam, Antwerpen und Gent liegen. Vernachlässigt man Gent, so spricht man von den ARA-Häfen.
Es wird z. B. bei Lieferbedingungen in Kombination mit den Incoterms (2010) als Ziel- oder Abgangsortangabe verwendet, beispielsweise Geliefert Terminal (Delivered At Terminal, DAT) ARAG.